# Schwerins dragonregemente
Schwerins dragonregemente var ett dragonregemente i svensk tjänst åren 1711–1715. Dragonregementet bestod av värvade dragoner. Regementet bildades år 1711 och försvann efter slaget vid Stralsund år 1715. Regementet bestod som mest av 300 dragoner. 

## Förbandschefer
- 1711-1715: B. von Schwerin